# Bojan Samardžija
Bojan Samardžija (* 5. Dezember 1985 in Sokolac) ist ein ehemaliger bosnischer Biathlet und Skilangläufer.
Bojan Samardžija begann 1999 mit dem Biathlonsport, seit 2003 war er Teil des Nationalkaders seines Landes. Er wurde von Tomislav Lopatić trainiert und startete für Romanija Pale. 2002 bestritt er seine ersten internationalen Rennen im Europacup der Junioren. Nachdem er nicht wie geplant bei den Juniorenweltmeisterschaften 2002 in Kościelisko antrat, wurden die Juniorenrennen der Junioreneuropameisterschaften des Jahres in Forni Avoltri zum Saisonhöhepunkt des Bosniers. Im Einzel erreichte er den 46., im Sprint den 43. und im Verfolger den 44. Platz. Im weiteren Jahresverlauf startete Samardžija bei den Juniorenrennen der Sommerbiathlon-Weltmeisterschaften 2002 in Forni Avoltri und wurde dort 19. des Sprints und 21. des Verfolgungsrennens. In Haute-Maurienne startete er 2004 erstmals bei Juniorenweltmeisterschaften, bei denen er 40. des Einzels wurde und sich als 58. des Sprints für den Verfolger qualifizierte, zu dem er jedoch nicht antrat. Letztmals nahm er 2005 in Kontiolahti an Juniorenweltmeisterschaften teil. Samardžija belegte den 50. Rang, wurde 36. des Sprints und 39. der Verfolgung. Seine letzten Junioreneinsätze hatte er bei den Sommerbiathlon-Weltmeisterschaften 2006 in Ufa. Bei den Wettkämpfen im Crosslauf erreichte er Platz 26 im Sprint, auf Skirollern 17. Im Verfolger wurde er überrundet.
2003 debütierte Samardžija in Ridnaun im Europacup und wurde in seinem ersten Sprintrennen 100. Sein bestes Resultat in der Rennserie erreichte der Bosnier 2006 an selber Stelle als 40. eines Sprints. Im Verlauf der Saison 2004/05 kam er auch zu seinen ersten Rennen im Weltcup. Bei seinem ersten Sprint in Oberhof wurde er 101., kurz vor den Weltmeisterschaften erreichte er als 90. eines Sprints in Pokljuka sein bestes Weltcup-Ergebnis. Bei den Weltmeisterschaften in Hochfilzen belegte er die Ränge 96 im Einzel und 102 im Sprint. Internationale Meisterschaften des folgenden Jahres wurden die Biathlon-Europameisterschaften 2006 in Langdorf, wo Samardžija 58. des Einzels und 73. des Sprints wurde. 2007 wurde er erneut in Antholz bei den Weltmeisterschaften eingesetzt und erreichte die Ränge 106 im Einzel und 102 im Sprint. Zum Abschluss der Karriere wurden die Biathlon-Europameisterschaften 2007 in Bansko. Im Einzel belegte er den 53. Platz, im Sprint wurde er 55., qualifizierte sich damit für das Verfolgungsrennen, in dem er aber nicht an den Start ging.
Neben dem Biathlon bestritt Samardžija seit 2004 Rennen im Skilanglauf. Zunächst kam er nur in unterklassigen FIS-Rennen sowie im Alpen- und Balkan Cup zum Einsatz. 2006 erreichte er in Turin den größten Erfolg seiner Karriere, als er 15 Kilometer Klassisch bei den Olympischen Winterspielen starten konnte. Auf den Strecken von Pragelato Plan wurde er 89.

## Weltcupstatistik
Die Tabelle zeigt alle Platzierungen (je nach Austragungsjahr einschließlich Olympische Spiele und Weltmeisterschaften).
- 1.–3. Platz: Anzahl der Podiumsplatzierungen
- Top 10: Anzahl der Platzierungen unter den ersten zehn (einschließlich Podium)
- Punkteränge: Anzahl der Platzierungen innerhalb der Punkteränge (einschließlich Podium und Top 10)
- Starts: Anzahl gelaufener Rennen in der jeweiligen Disziplin

| Platzierung         | Einzel | Sprint | Verfolgung | Massenstart | Staffel | Gesamt |
| ------------------- | ------ | ------ | ---------- | ----------- | ------- | ------ |
| 1. Platz            |        |        |            |             |         |        |
| 2. Platz            |        |        |            |             |         |        |
| 3. Platz            |        |        |            |             |         |        |
| Top 10              |        |        |            |             |         |        |
| Punkteränge         |        |        |            |             |         |        |
| Starts              | 9      | 22     |            |             |         | 31     |
| Stand: Karriereende |        |        |            |             |         |        |